# Léon-Benoit-Charles Thomas

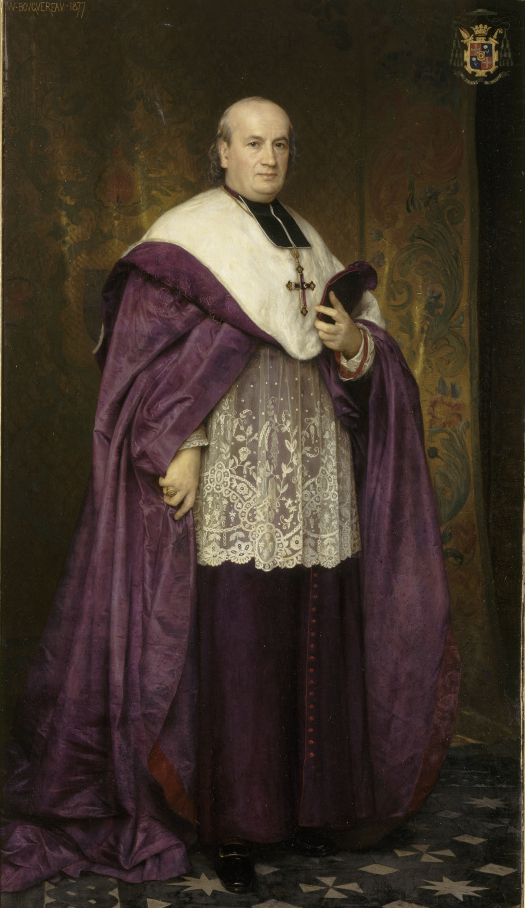
Léon Thomas als Bischof von La Rochelle in Cappa Magna (Porträt von William-Adolphe Bouguereau, Ölbild, 1877)

Léon Benoit Charles Thomas (genannt: Thomas le Magnifique, * 29. Mai 1826 in Paray-le-Monial; † 9. März 1894 in Rouen) war ein französischer Bischof und Kardinal.

## Biographie
Léon-Benoit-Charles Thomas wurde am 29. Mai 1826 in Paray-le-Monial geboren. Er trat in das Petit Séminaire von Semur-en-Brionnais ein, wo er die Grundlagen seiner Bildung erwarb. Seine Studien setzte er am Grand Séminaire von Autun fort, wo er zunächst Philosophie studierte. Später studierte er am Séminaire Saint-Sulpice Theologie und erwarb 1856 seinen Doktorgrad in Rom. Am 21. Dezember 1850 empfing er in Autun die Priesterweihe. Ab Februar 1851 war er an der Kathedrale von Autun verantwortlich für die Diözesanmissionen. Von 1856 bis 1857 war er Generalvikar und Erzdiakon.

### Bischofsamt
Am 27. März 1867 wurde er zum Bischof von La Rochelle gewählt und am 25. Mai 1867 spendete ihm Jean-François Landriot, der Erzbischof von Reims, unter Assistenz von Frédéric de Marguerye, dem Bischof von Autun, sowie Jean-Sébastien Devoucoux, Bischof von Évreux in der Kathedrale von Autun die Bischofsweihe. Zu jener Zeit war er der jüngste Bischof in Frankreich. Am 24. März 1884 wurde er zum Erzbischof von Rouen erhoben.
Aufgrund der Pracht seiner Gottesdienste und seiner Orationen erhielt er den Beinamen Thomas le Magnifique.

### Kardinal

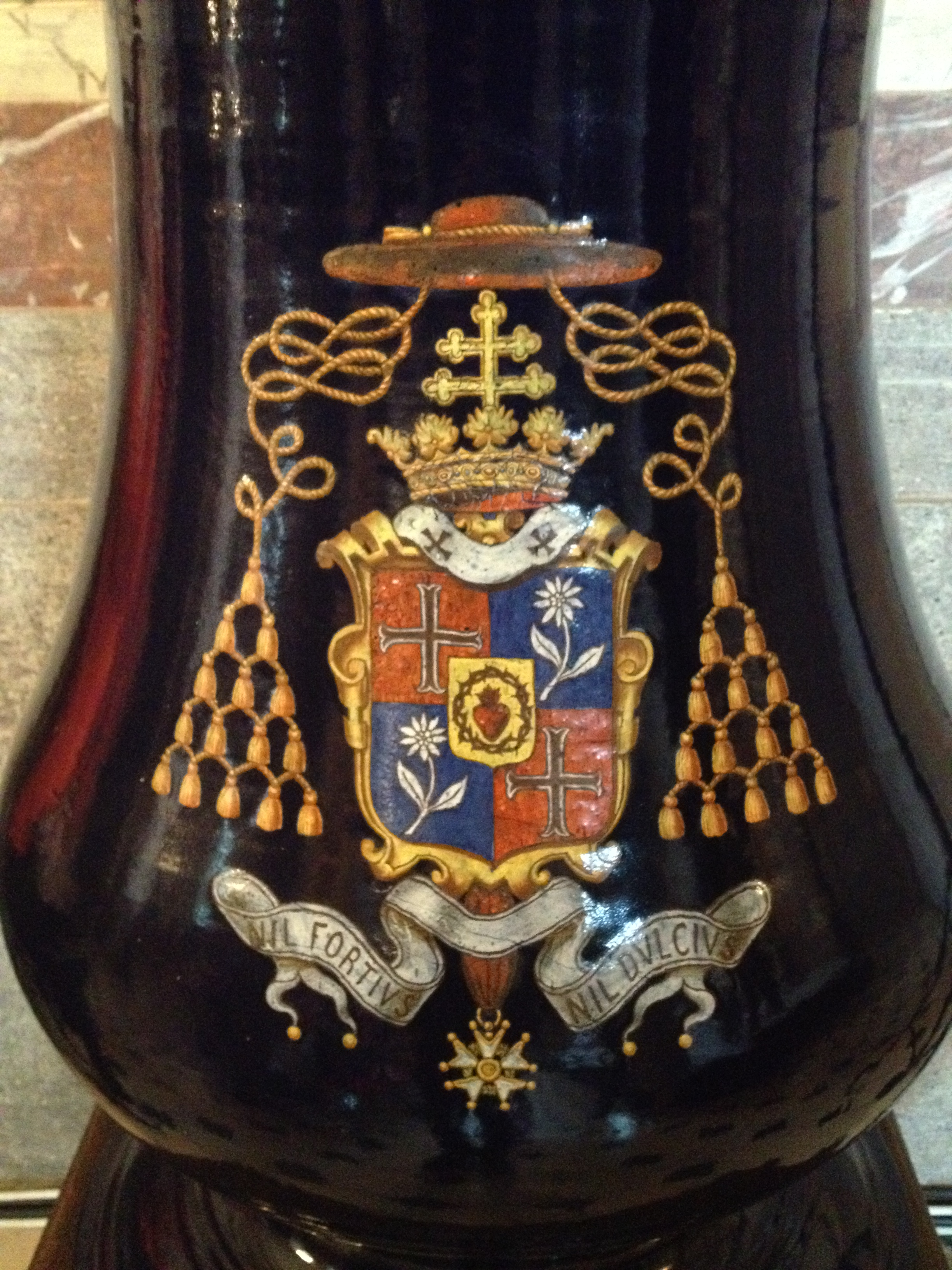
Nil fortius, nil dulcius.
Wappen von Kardinal Thomas.

Von Papst Leo XIII. wurde er am 16. Januar 1893 zum Kardinalpriester ernannt und erhielt am 15. Juni 1893 das Chapeau rouge und den Titel von S. Maria Nuova e S. Francesca Romana al Foro.

### Tod und Beisetzung
Thomas starb am 9. März 1894 an einer „Lungenstauung“ (congestion pulmonaire) und wurde in der Kapelle Sainte-Marguerite in der Kathedrale von Rouen beigesetzt. Für sein Grabmal wurden in kürzester Zeit 50.000 Franc gesammelt. Als Bildhauer hatte der Kardinal Louis-Ernest Barrias gewünscht. Der Klerus verweigerte jedoch die Errichtung eines Grabmals in der Chapelle de la Vierge oder vor dem Portail des Maçons. Während die Streitigkeiten andauerten, verstarb Barrias und nur dank des Erzbischofs Frédéric Fuzet konnte das Projekt zum Abschluss gebracht werden. Der Barrias-Schüler Albert Guilloux wurde für die Arbeiten verpflichtet und das Grabmal wurde letztendlich in der Chapelle Sainte-Catherine errichtet. Der Sarkophag wurde 1911 während der Fêtes du Millénaire de la Normandie fertiggestellt und geweiht. Das Bombardement vom 19. April 1944 zerstörte das Grabmal. Die Gebeine wurden in die Krypta der Erzbischöfe übertragen. Heute erinnert nur noch ein im Boden eingelassener Gedenkstein an das Grabmal.